# Радуйся, мир (Доктор Кто)
«Радуйся, мир» (англ. Joy to the World) — рождественский специальный эпизод 2024 года британского научно-фантастического телесериала «Доктор Кто» между 14-м и 15-м сезонами. Премьера состоялась 25 декабря 2024 года на телеканале BBC One в Великобритании и на стриминговом сервисе Disney+ в остальном мире. Сценарий к данному эпизоду написал бывший шоураннер сериала Стивен Моффат, режиссёр эпизода — Алекс Санджив Пиллай.
В этой серии пятнадцатая инкарнация Доктора (Шути Гатва) посещает отель, овладевший возможностью перемещений во времени, и следует за таинственным портфелем. В процессе он встречает новую спутницу, девушку по имени Джой (Никола Коклан), которая помогает ему в расследовании.

## Сюжет
Доктор посещает в 4202 году Отель времени, который позволяет своим гостям посещать различные точки истории. Доктор заручается поддержкой Трева, сотрудника отеля, и изучает таинственного человека с портфелем. Этот портфель берёт контроль над людьми, которые берут его в руку, при этом предыдущий носитель дезинтегрируется. Управляющий отеля, являющийся силурианцем, заходит вместе с портфелем в номер лондонской гостиницы Сандрингем в Рождество 2024 года, где гостит девушка Джой (с англ. — «радость»). Доктор следует туда за ним.
Доктор открывает портфель, который до этого взял под контроль Джой, и находит внутри странное устройство. Портфель чуть не уничтожает Джой, но из Отеля времени приходит Доктор из будущего и даёт им код безопасности. Доктор из будущего возвращается в Отель времени вместе с Джой, запирая нынешнего Доктора в 2024 году. Тот устроился работать в гостиницу, где остановилась Джой, подружившись с его управляющей Анитой, и ждёт возможности вернуться в Отель времени в следующее Рождество из Нью-Йорка.
Год спустя Доктор возвращается и даёт своей прошлой версии код, который он запомнил с прошлой встречи и передал благодаря парадоксальной причинно-следственной петле, и уходит с Джой. Они открывают дверь в далёкое прошлое, где Доктор провоцирует Джой разозлиться из-за того, что не могла лично увидеться с умирающей в больнице матерью в период британского карантина на Рождество 2020 года во время пандемии COVID-19. Благодаря эмоциям, Джой освобождается от портфеля, который оказывается из Вилленгарда и планирует взорвать «звёздное семя» для создания большого источника энергии, а Отель времени нужен был для того, чтобы семя росло миллионы лет в прошлом.
Портфель становится съеденным тираннозавром в мезозойской эре, а Доктор и Джой сбегают в Отель. Трев, чьё сознание теперь внутри портфеля, связывается с Доктором через его звуковую отвёртку. Трев раскрывает местонахождение портфеля, и Доктор находит его запечатанным в святилище. Доктор открывает его, но Джой берёт семя и поглощает его. Джой и другие люди, убитые семенем, отправляются в космос, где оно благополучно взрывается. В разные периоды времени образовавшаяся звезда дарит надежду и утешение тем, кто её видит, включая умирающую мать Джой и Руби Сандей. Доктор осознаёт, что это семя стало Вифлеемской звездой.

## Производство

### Разработка

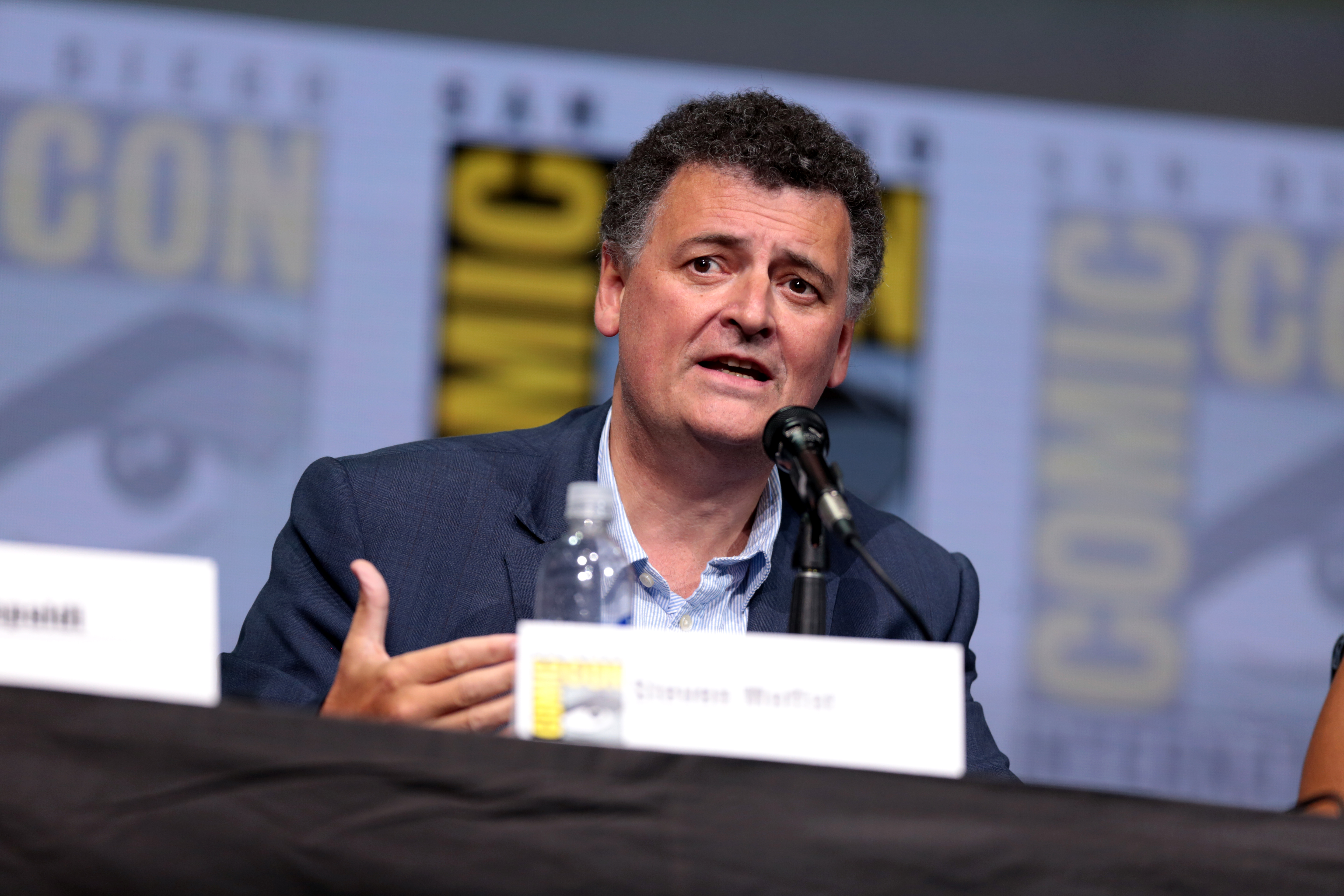
Сценарий написал бывший шоураннер сериала Стивен Моффат.

Первоначально сценарий рождественского спецвыпуска 2024 года начал писать действующий шоураннер сериала Расселл Ти Дейвис. Дейвис отослал часть сценария бывшему шоураннеру Стивену Моффату, чтобы узнать его мнение. На тот момент Дейвис предлагал Моффату написать сценарий для серии 15-го сезона (2025). Когда Дейвис понял, что он слишком занят, он попросил Моффата создать сценарий для рождественского спецвыпуска Моффат подумывал о том, чтобы написать фарс, но решил, что такая серия лучше подходит для середины сезона. Несмотря на это, как он сказал, эпизод всё же имел комедийную тональность с эмоциональными элементами. Отправной точкой для написания сценария стал вопрос о том, почему в гостиничных номерах существуют постоянно закрытые двери.
Половина сценария была завершена к тому моменту, когда Дейвис сообщил Моффату, что в спецвыпуске не будет спутницы Руби Сандей. У персонажа Анита сперва было всего десять строк, но её присутствие было расширено после того, как производственной команде она понравилась. Моффат завершил писать сценарий к 20 июля 2023 года. Рабочими названиями серии были «Отель времени» и «Рождество, везде всё сразу», но в итоге названием стало «Радуйся, мир» (англ. Joy to the World — «Радость миру» или «Джой миру»), что созвучно одноимённому евангельскому рождественскому гимну. История продолжает рассказ о корпорации Вилленгард, вымышленной компании по производству оружия, которая ранее упоминалась в сериях Моффата «Доктор танцует» (2005) и «Бум» (2024). Это девятый рождественский спецвыпуск сериала под авторством Моффата, который вдобавок стал исполнительным продюсером серии, а также первый рождественский или новогодний спецвыпуск, который не написан действующим шоураннером.

### Актёрский состав
В ноябре 2023 года было объявлено, что Никола Коклан появится в будущей серии сериала. Позже было раскрыто, что Коклан появится в рождественском спецвыпуске 2024 года в роли спутницы на одну серию, Джой Алмондо, посетительницы гостиницы, которая «ввязывается в приключения» Доктора Первоначально говорилось, что Милли Гибсон, которая в предыдущем сезоне исполняла роль спутницы Руби Сандей, не будет в спецвыпуске, однако она ненадолго появилась ближе к концу серии. Актёр Джоэл Фрай был выбран на роль Трева, сотрудника Отеля времени, а Джонатан Арис исполнил роль силурианца, управляющего Отелем времени. Стеф де Уолли появилась в роли Аниты, управляющей гостиницы в Лондоне, с которой проводит целый год Доктор.
Нив Мари Смит исполнила роль Сильвии Тренч, пассажирку Восточного экспресса в 1962 году, и Моффат подтвердил, что это тот же персонаж, что и любовный интерес Джеймса Бонда из фильма «Доктор Ноу» (1962). Исторические личности Эдмунд Хиллари и Тенцинг Норгей, участники британской альпинистской экспедиции на Эверест 1953 года, ставшей первым успешным восхождением на высочайшую гору мира, были сыграны Филом Бакстером и Сэмюэлом Шерпой-Муром. Шерпа-Мур является правнучатым племянником Норгея Питер Бенедикт и Джулия Уотсон появились в ролях Бэзила и Хильды, посетителей гостиницы Квинс в Манчестере 1940 года при бомбардировках во время Второй мировой войны.

### Съёмки
К 11 октябрю 2023 года в киностудии Wolf Studios Wales шло оформление декораций. Обзорная площадка в мезозойской эре была построена на кардановом подвесе, и она могла наклоняться для имитации пожирания динозавром. Отдел художественного оформления работал над графическим дизайном к 17 октября. Графической команде понадобилось пятнадцать 11-часовых дней, чтобы создать рисунки для наполнения гостиничного номера Доктора. 7 разных портфелей было куплено отделом реквизита для различных целей на съёмках. Пластический грим для силурианца был создан компанией Millennium FX.
Съёмочный период начался 23 октября и продолжался в ноябре. Режиссёром спецвыпуска стал Алекс Санджив Пиллай. Серия снималась в первом съёмочном блоке 15-го сезона. Для гостиницы Сандрингем съёмочная группа решила выкупить два этажа настоящей гостиницы, но фойе гостиницы пришлось построить в павильоне. Крыша Восточного экспресса построена перед хромакеем и поставлена на шины для симуляции движения поезда. Оператором-постановщиком был Мика Орасмаа.

## Показ и критика
| Агрегированные оценки            | Агрегированные оценки |
| Источник                         | Рейтинг               |
| -------------------------------- | --------------------- |
| Rotten Tomatoes (Tomatometer)    | 84 %                  |
| Rotten Tomatoes (средняя оценка) | 7,2/10                |
| Оценки критиков                  |                       |
| Источник                         | Рейтинг               |
| A.V. Club                        | B-                    |
| Bleeding Cool                    | 10/10                 |
| Comic Book Resources             | 8/10                  |
| Empire                           | [ 27 ]                |
| Evening Standard                 | [ 28 ]                |
| GamesRadar+                      | [ 29 ]                |
| The Guardian                     | [ 30 ]                |
| i                                | [ 31 ]                |
| IGN                              | 9/10                  |
| The Independent                  | [ 33 ]                |
| Metro                            | [ 34 ]                |
| Radio Times                      | [ 35 ]                |
| The Telegraph                    | [ 36 ]                |
| Vulture                          | [ 37 ]                |

### Маркетинг и релиз
Отрывок из серии и трейлер вышли 15 ноября 2024 года в рамках благотворительного марафона Дети в нужде. Предварительный показ для прессы прошёл за неделю до трансляции, и ведущей на нём была Анжелика Белл. Рекламные постеры, выпущенные Disney+, были подписаны фразой «Радуйтесь, миры» (англ. Joy to the Worlds).
Эпизод «Радуйся, мир» вышел 25 декабря 2024 года одновременно на телеканале BBC One и стриминговом сервисе BBC iPlayer в Великобритании и на стриминговом сервисе Disney+ в остальном мире.

### Рейтинги
За вечер на телеканале BBC One эпизод посмотрело 4,11 млн человек, и программа стала 6-й по просмотрам на телеканале и в целом на британском телевидении за день. Полный рейтинг за неделю составил 5,911 млн зрителей. Среди всех выпусков недели на телеканале и на британском телевидении эпизод занял 6-е место (5-е место среди уникальных программ недели), а среди выпусков дня (среды) — 4-е место после финальной серии телесериала «Гевин и Стейси», премьеры фильма «Уоллес и Громит: Самая дикая месть» и рождественского спецвыпуска сериала «Вызовите акушерку». Cерия спустя четыре дня после её выхода находилась в топ-10 программ на Disney+.

### Критика
По данным агрегатора Rotten Tomatoes, 
84 % из 19 обзоров были положительными, со средней оценкой 7,2 из 10.
Майкл Хоган в рецензии для «The Daily Telegraph» описал спецвыпуск как «лучшее рождественское приключение за более чем десятилетие». Он объяснил, что «здесь есть что-нибудь приятное для всех поколений», и похвалил актёров, в частности Николу Коклан, Стеф де Уолли и Джоэла Фрая. Луиз Гриффин в отзыве для «Radio Times» тоже похвалила актёрский состав, но посчитала, что Коклан не была достаточно использована.
Роберт Андерсон из «IGN» написал, что спецвыпуск «по-мастерски смешивает фирменную причудливость сериала с искренним повествованием, передающим уютную, глубоко человечную историю о преобразовательной силе дружбы» и что «превосходный сценарий Моффата является залогом успеха эпизода». Сценарий также был восхвалён Ади Тантимедом, который в статье для «Bleeding Cool» сказал, что «Моффат точно определяет ядро того, что отличает Доктора Шути Гатвы от всех его предшественников».
Стивен Робинсон из «A.V. Club» раскритиковал образ Доктора, сказав, что «ключевые моменты истории прямо противоречат прежнему росту Доктора» и что «он смесь „одинокого бога“ первой эры Расселла Ти Дейвиса и „сумасшедшего в будке“ Стивена Моффата, и эффект диссонирующий». Эмилли Мюррей из «GamesRadar+» также подвергла критике часть эпизода, написав, что «злодеи, честно говоря, ощущаются добавленными позднее и заезженными».

## DVD и Blu-ray
Эпизод вышел на DVD и Blu-ray 27 января 2025 года.